# A magyar gazdaság a 14–16. században

## Károly Róbert korában
Magyarország gazdasága hanyatlásnak indult a trón körüli harcok alatt, de ezt Károly Róbertnek (1308–1342) sikerült visszafordítania és nagyban hozzájárult a gazdaság fejlődéséhez.
Magyarország a térség legjelentősebb ásványkincs kitermelője volt. Körmöcbánya az arany-, Selmecbánya az ezüst-, Besztercebánya pedig a rézbányászat központja volt. Legjelentősebb sóbányáink Erdélyben voltak.
A városok fejlődése előrevetítette a kereskedelem fejlődését. A városok előjogokat élveztek, amit a kereskedőkkel szemben ki is használtak (pl. árumegállító jog). Ezenkívül a királynak is egy összegben adóztak, és önkormányzattal rendelkeztek.
I. Károly új vámrendelet is hozott, ez volt a harmincadvám, mely a királyi kincstárat gazdagította (eleinte 1, majd 3,33% volt).
A vámokból származó bevételek miatt a király érdekelt volt a kereskedelem fejlődésében. A forgalomnak kedvezett az értékálló pénz bevezetése. Erre alapot teremtett, hogy Magyarország gazdag volt nemesfémekben. A külföldi piacokon is megbecsült, értékálló aranyforintot – amit a firenzei fiorino mintájára vertek – 1325-től vezették be a forgalomba. Az aranypénz veretésével egyidejűleg Károly Róbert elrendelte a nemesércek királyi monopóliumát is. A határozat értelmében a nemesérc beváltása kizárólag a királyi pénzverő kamaráknál történhetett, s a veretlen aranyat és ezüstöt kivonták a szabad kereskedelemből.
A nemesfémbányászat növekedését szolgálta, hogy 1327-ben megszűnt a bányászat királyi monopóliuma. Az új rendelkezés szerint az uralkodó csak a bányajövedelem (urbura) kétharmadára tartott igényt, a további egyharmad részt átengedte a földesuraknak. Természetesen a nemesércet a földesuraknak is kötelező volt vert pénzre váltani a királyi kamarákban.
Károly Róbert új adót szabott ki a jobbágyokra is. Minden olyan ház után, amelynek kapuján egy szénásszekér át tudott haladni, fizetni kellett. Ez volt a kapuadó (az első állami egyenesadó Magyarországon).

## Nagy Lajos idején
Egy erős, fejlődő államot hagyott Nagy Lajosra Károly Róbert, így specializálhatta törvényeit. A jobbágyi terhek egységes szabályozása (kilenced, vagyis a kilencedik tized) elsősorban a nemesség érdekeit szolgálta. Az egységes szolgáltatások következtében ugyanis a jobbágyok nem vándoroltak a kedvezmények biztosítására képes nagybirtokosok földjeire.
A városok tovább fejlődtek. Egyre szélesedett a jogokkal rendelkező városok rétege. A szabad királyi városok száma is egyre nőtt, de messze elmaradt a nyugat-európaitól. Emellett az ipar is fejlődni kezdett, hiszen megjelentek a céhek.

## Luxemburgi Zsigmond alatt
A 14. század elején a gazdasági fejlődéssel párhuzamosan folytatódott a városok szerepének növekedése. Nőtt a földesúri joghatóság alatt élő mezővárosok és a nyugati értelemben vett városok, a szabad királyi városok száma. Zsigmond pártolta a városfejlődést, kiváltságokat adományozott, támogatta az egységes (budai) súly- és mértékrendszer elterjedését, vámkönnyítésekkel segítette a hazai kereskedőket.
A támadó- és védekező hadjáratok miatt Luxemburgi Zsigmondnak extra jövedelemre volt szüksége. Ezt a telekkatonasággal oldotta meg. Eleinte 20 telkenként, majd mivel a jobbágyok nem bírták, 33 telkenként kellett egy könnyűlovas katonát kiállítaniuk. Ezt a nemesek saját jogaik csorbításának érezték, hiszen nekik adómentességük volt.

## I. Mátyás idején
Mátyás király az 1460-as években a kincstárat reformálta meg. A bárói rangú kincstartó helyett egy polgári származású kincstartót nevezett ki, akit hatalmában tudott tartani. Jövedelmei jóval meghaladták elődeiét és utódaiét. A kapuadót a kincstár adójára (füstpénz) változtatta (1467). Ezzel nem kevesebbet ért el, minthogy megszüntette az elődei által adományozott mentességeket. Hasonló okokból a harmincadvámot átkeresztelték koronavámmá. Jelentősebb változást jelentett az adóalap változása. Míg a kapuadót portánként, addig a füstpénzt háztartásonként, vagyis kisebb egységenként szedték. Mátyás elfogadtatta az egytelkes nemesség megadóztatását a jobbágyi terhek 50%-ig.
Az uralkodó legjelentősebb bevételét a rendkívüli hadiadó jelentette, ami portánként egy forintot tett ki, s évente akár kétszer is beszedhették. Ez nagyon leterhelte a jobbágyságot, akik Mátyás halála után ki is fejezték elégedetlenségüket.

## A 16. században
Mátyás halála után a jobbágyság terhei nem csökkentek, bár nem szedték többé rendszeresen a rendkívüli hadiadót. A török támadások után az állam három részre szakadt. Ezzel a gazdaság is eltérő jellegzetességeket mutatott.
A török hódoltságban a földeket kiadta a szultán szolgálati földeknek, viszont a jobbágyok művelték azokat továbbra is. Ezért megmaradhattak a jobbágyság adói a kapuadó, a tized és a közmunkák is. A védett területek azonban megmaradtak kincstári kezelésben (a szultán saját területei).
Erdélyben a központosított hatalom miatt a gazdaságot is a fejedelem irányította, illetve a fejedelmi földek határozták meg annak fejlődését. Különböző adókat vetett ki. A huszad a határvám volt. Az ötvenedet a románok fizették pásztorkodásuk után. A szászok földbért fizettek. A székelyek pedig ökörsütést. Uralkodói monopólium volt a bányászat, amikkel Erdély leszakadt az országról Hűbéradót fizettek a töröknek és fenntartottak egy sereget, hiszen sok ellenséggel voltak határosak.
A Magyar Királyságban ekkor megközelítőleg 3,5–4 millióan éltek. A jobbágyság egyik része zsellér volt, akiknek nem vagy csak nagyon kevés földjük volt. A polgárság kis számban volt jelen. Ennek egyik oka, hogy kevés szabad királyi város volt. A köznemesek és a hierarchia csúcsán a főnemesek, vagy más néven a bárók álltak. Övék volt a földek 50%-a. Valamint külön csoportba sorolhatjuk a papokat. 
Sűrű volt a településhálózat. Körülbelül 3000 település volt Magyarországon, de ebből csak 50 volt szabad királyi város. Ezeknek 1-5 ezer lakosuk volt. A legnagyobb város Buda volt 8000 lakosával. A mezővárosok lakói polgári érzelmű parasztok voltak. Főleg mezőgazdasággal foglalkoztak. A mezőgazdaság viszonylag fejlett volt, hiszen háromnyomásos földműveléssel dolgoztak. Sok szőlőt termesztettek. Sok szarvasmarhát és lovat is tenyésztettek, amelyeket a külföldi piacokon értékesítettek. A mezőgazdaságnak kedvező feltételei is voltak. Jó minőségű földjük volt a jobbágyoknak, kedvező volt az éghajlat, és ami a legfontosabb, nyugaton piaca volt a termékeknek. Valamint nem voltak olyan háborúk, amik zavarták volna a munkát. Az iparban a bányászat jelentős (arany és ezüst) a Felvidéken.